# 九老車両事業所
九老車両事業所（クロしゃりょうじぎょうしょ、ハングル:구로차량사업소）は、韓国鉄道公社が保有する車両基地である。主に1号線で使用されている車両（1000系）などの保守・管理をしている。

## 管理車両
- 1000系
- 311000系 (旧：5000系)
- 319000系

## 事件
- 2010年5月1日に事業所内で1058-1158編成と5075-5175編成（現31174編成）の正面衝突事故が発生した。この事故により、1158号と5075号（現311074号）が破損、さらに5075号（現311074号）を運行した機関士も負傷したが、列車の遅れはなかった。韓国鉄道公社側は「列車業務を終えて基地に入線しようとした列車が減速できず、先に待機していた他の列車と衝突したとみている」と明らかにした[1][2]。

## 周辺
- 九老駅
- 九老三角線分岐（京釜線と京仁線の分岐点）
- 加山デジタル団地駅（こちらの駅の方が当事業所に近い）